# 산프란체스코알캄포
산프란체스코알캄포(San Francesco al Campo)는 피에몬테주의 이탈리아 지방에 있는 토리노 광역시에 위치한 코무네로, 토리노에서 북서쪽으로 약 21 km (13 mi) 떨어져 있다.